# Lussery-Villars
Lussery-Villars est une commune suisse du canton de Vaud, située dans le district du Gros-de-Vaud. C'est le résultat de la fusion de Lussery et Villars-Lussery en 1999. La commune est peuplée de 473 habitants en 2023. Son territoire, d'une surface de 373 hectares, se situe dans la région du Gros-de-Vaud, au bord de la Venoge.

## Histoire
La commune de Lussery-Villars a vu le jour le 1er janvier 1999, à la suite de la fusion des communes de Lussery et Villars-Lussery. Elle fait partie du district de Cossonay jusqu'en 2007 puis du district du Gros-de-Vaud depuis 2008.

### Héraldique
| Armes de Lussery-Villars | Les armes de la commune de Lussery-Villars se blasonnent ainsi : Coupé au 1 d'argent semé de billettes de sable, au lion naissant du même, lampassé de gueules ; au 2 de sable à trois barres d'argent, à la demi-roue de moulin d'or, mouvant de la partition et brochant. |

## Géographie
Jusqu'à sa dissolution, la commune faisait partie du district de Cossonay. Depuis le 1er janvier 2008, elle fait partie du nouveau district du Gros-de-Vaud. Elle a des frontières communes avec Éclépens, Daillens, Penthalaz, Cossonay, Dizy et La Sarraz.
Le territoire communal se trouve sur le plateau suisse, dans la région du Gros-de-Vaud. La commune part à l'est de la Venoge, puis monte doucement sur un plateau pour atteindre son point culminant à 571 mètres d'altitude. Il s'agit de la seule commune du district du Gros-de-Vaud qui se situe sur la rive droite de la Venoge.
Outre les villages de Lussery (494 mètres d'altitude) et Villars (492 mètres d'altitude), la commune compte également plusieurs exploitations agricoles dispersées sur son territoire.

## Population

### Surnom
Les habitants de la commune sont surnommés les Loups (lè Lâo en patois vaudois),.

### Démographie
Lussery-Villars compte 473 habitants en 2023. Sa densité de population atteint 127 hab./km2.
En 2000, la population de Lussery-Villars est composée de 164 hommes (50,2 %) et 163 femmes (49,8 %). La langue la plus parlée est le français, avec 307 personnes (94,8 %). La deuxième langue est l'allemand (6 ou 1,9 %). Il y a 283 personnes suisses (87,3 %) et 41 personnes étrangères (12,7 %). Sur le plan religieux, la communauté protestante est la plus importante avec 198 personnes (61,1 %), suivie des catholiques (67 ou 20,7 %). 48 personnes (14,8 %) n'ont aucune appartenance religieuse.
La population de Lussery-Villars est de 324 personnes en 1850. Le nombre d'habitants descend à 249 en 1888, remonte à 286 en 1900, puis redescend à 242 en 1910. Après une période stable jusqu'en 1960, il descend à 178 en 1980 avant de doubler en 30 ans pour atteindre 350 en 2010. Le graphique suivant résume l'évolution de la population de Lussery-Villars entre 1850 et 2010 :

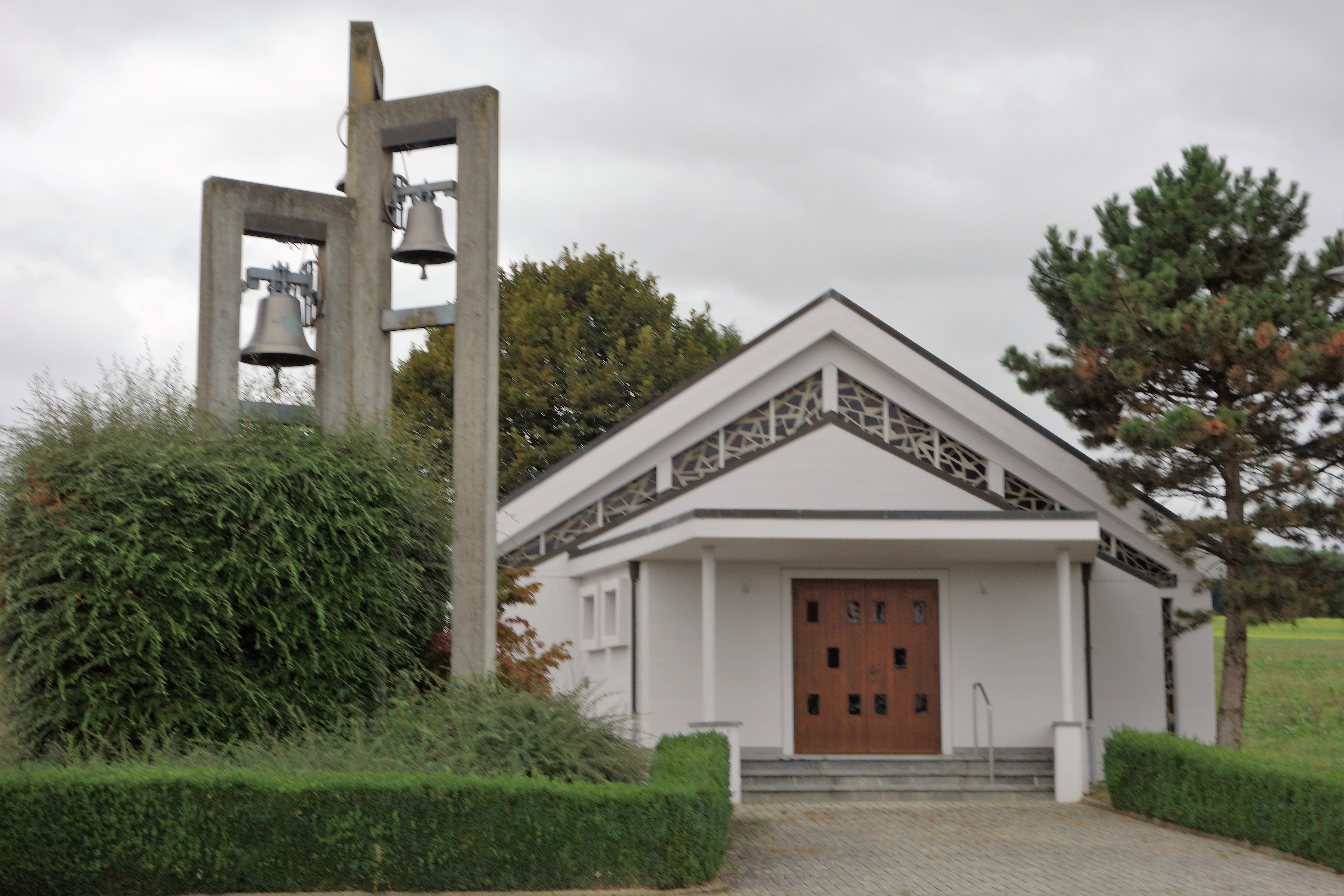
Chapelle de la Fusion (construite lors de fusion de Lussery et de Villars en 1999).

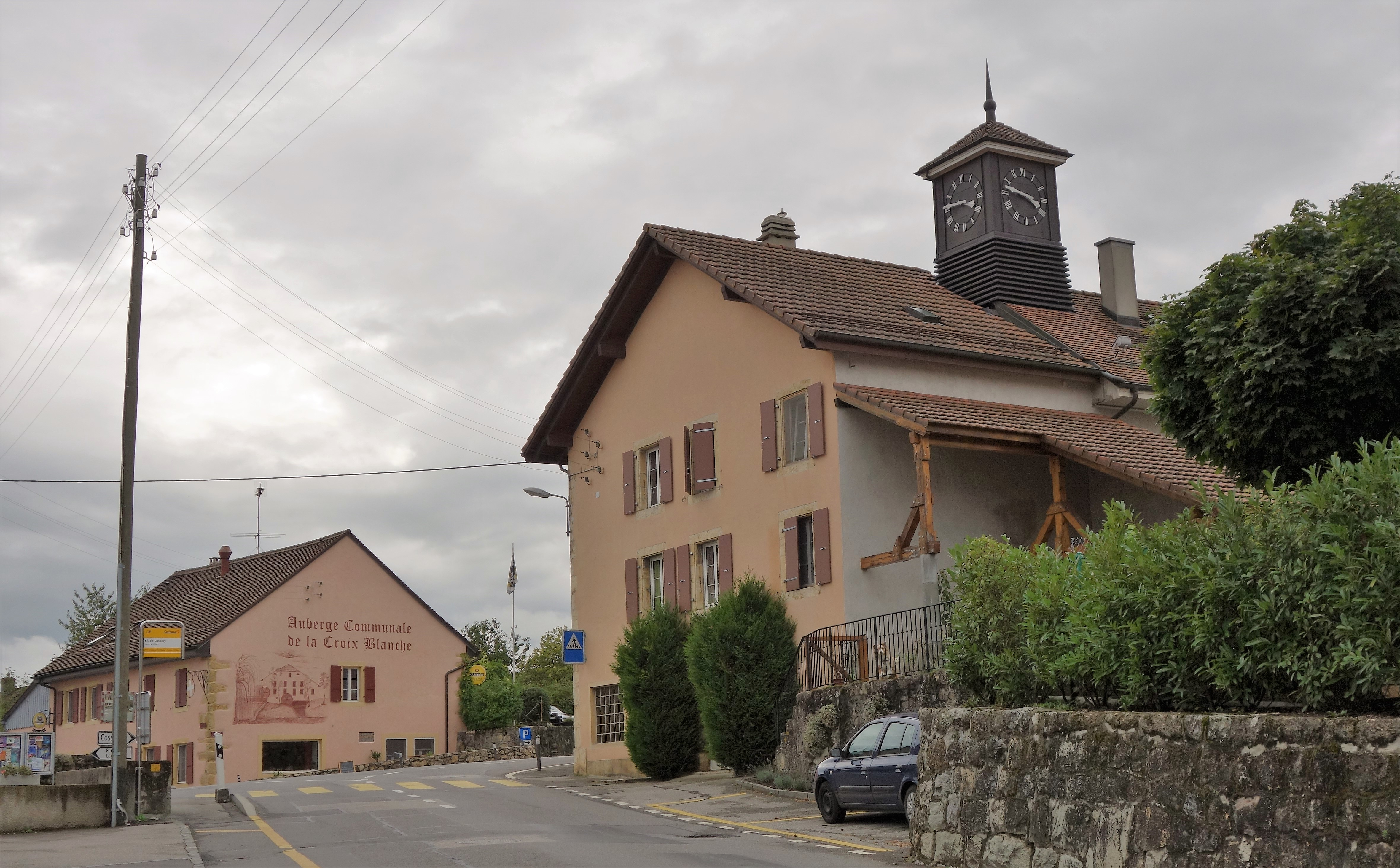
Centre de Lussery avec l'auberge communale.

## Politique
Lors des élections fédérales suisses de 2011, la commune a voté à 40,42 % pour l'Union démocratique du centre. Les deux partis suivants furent les Vert'libéraux avec 14,61 % des suffrages et le Parti libéral-radical avec 12,34 %.
Lors des élections cantonales au Grand Conseil de mars 2011, les habitants de la commune ont voté pour le Parti libéral-radical à 29.07 %, le Parti socialiste à 25,33 %, l'Union démocratique du centre à 25,33 %, les Verts à 16,40 % et l'Alliance du centre à 3,87 %.
Sur le plan communal, Lussery-Villars  est dirigé par une municipalité formée de 5 membres et dirigée par un syndic pour l'exécutif et un Conseil général dirigé par un président et secondé par un secrétaire pour le législatif.

## Économie

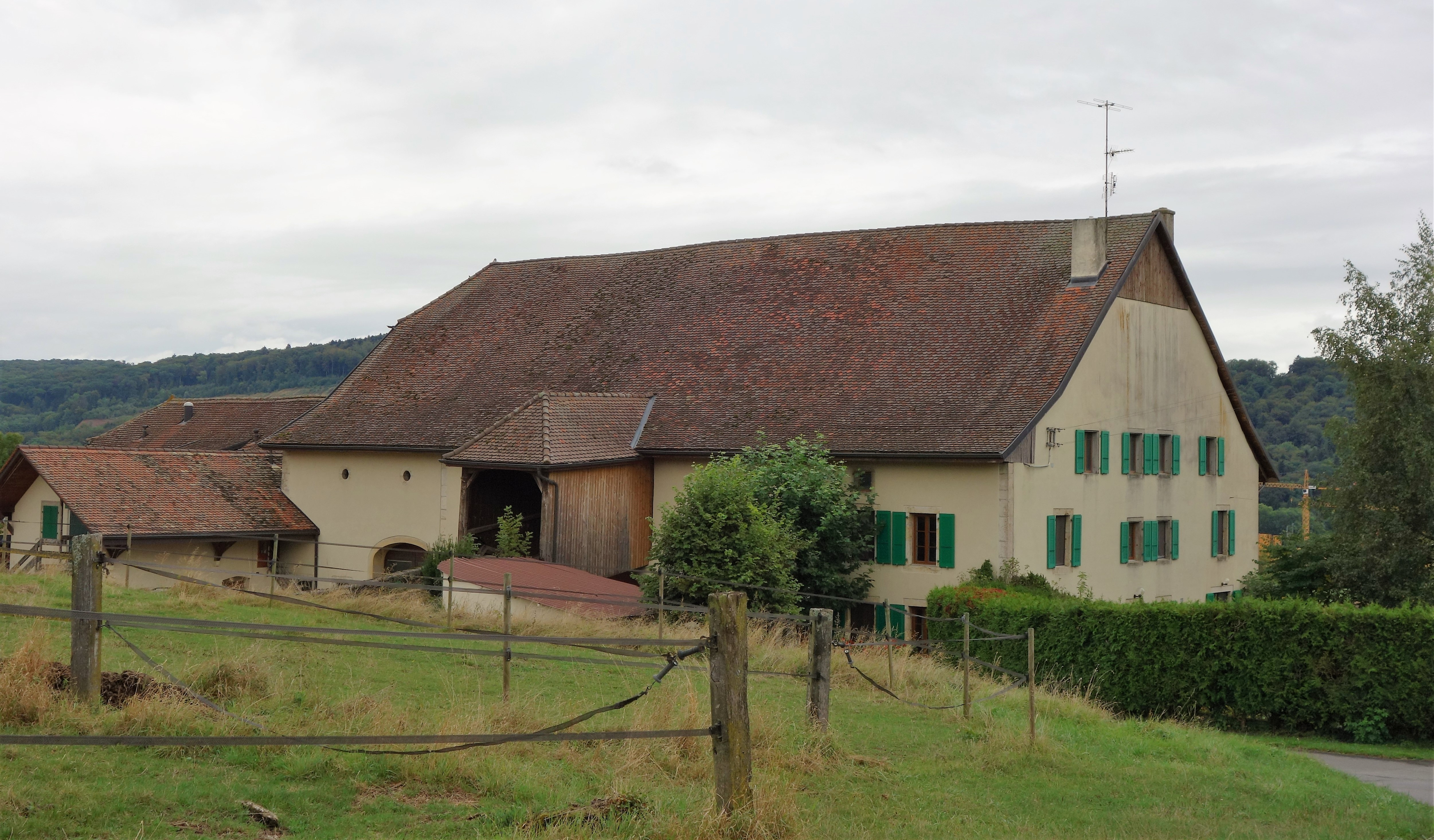
Vieille ferme (Villars)

Jusqu'au milieu du XXe siècle, l'économie locale était principalement tournée vers l'agriculture et la production fruitière qui fournissent toujours une part importante des emplois locaux. Depuis le XVIIe siècle, un moulin utilise le courant de la Venoge à la hauteur de Lussery qui compte également un atelier de fer forgé. Pendant ces dernières décennies, les deux villages se sont développés avec la création de plusieurs zones résidentielles habitées par des personnes travaillant principalement dans la région lausannoise ; cette mutation s'est accompagnée de la création de plusieurs entreprises locales de services.
Le village de Lussery abrite une auberge communale qui offre également deux chambres d'hôtes.

## Transports
Au niveau des transports en commun, Lussery-Villars fait partie de la communauté tarifaire vaudoise Mobilis. C'est le terminus de la ligne de bus CarPostal reliant la commune à Cossonay. Le village est aussi desservi par les bus sur appel Publicar, qui sont un service de CarPostal.

## Vie locale
La commune de Lussery-Villars compte une société de jeunesse, un club de gymnastique ainsi qu'une association qui organise des courses de caisses à savon dans le village une fois par année, en août.

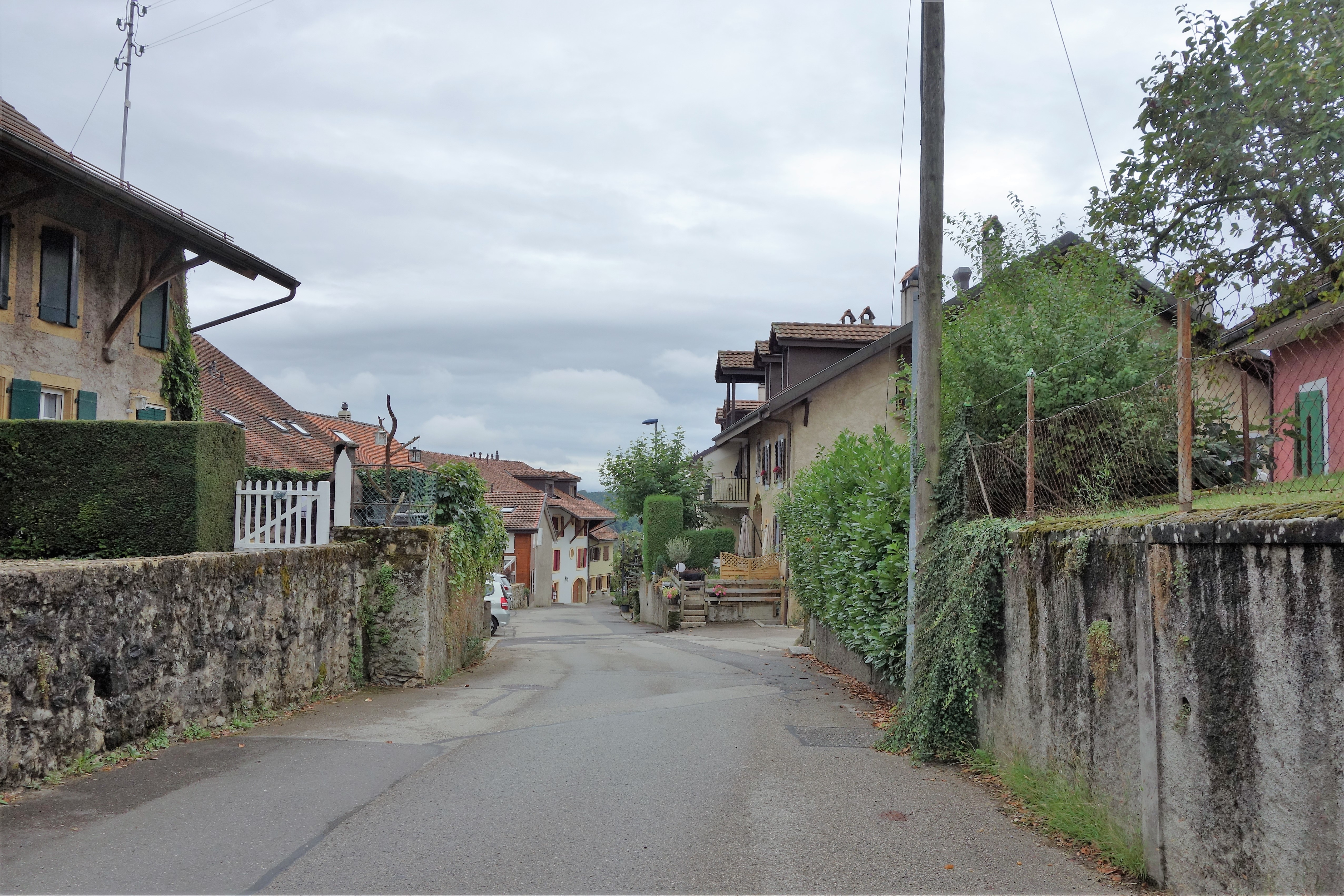
Rue de la Dîme (Lussery)
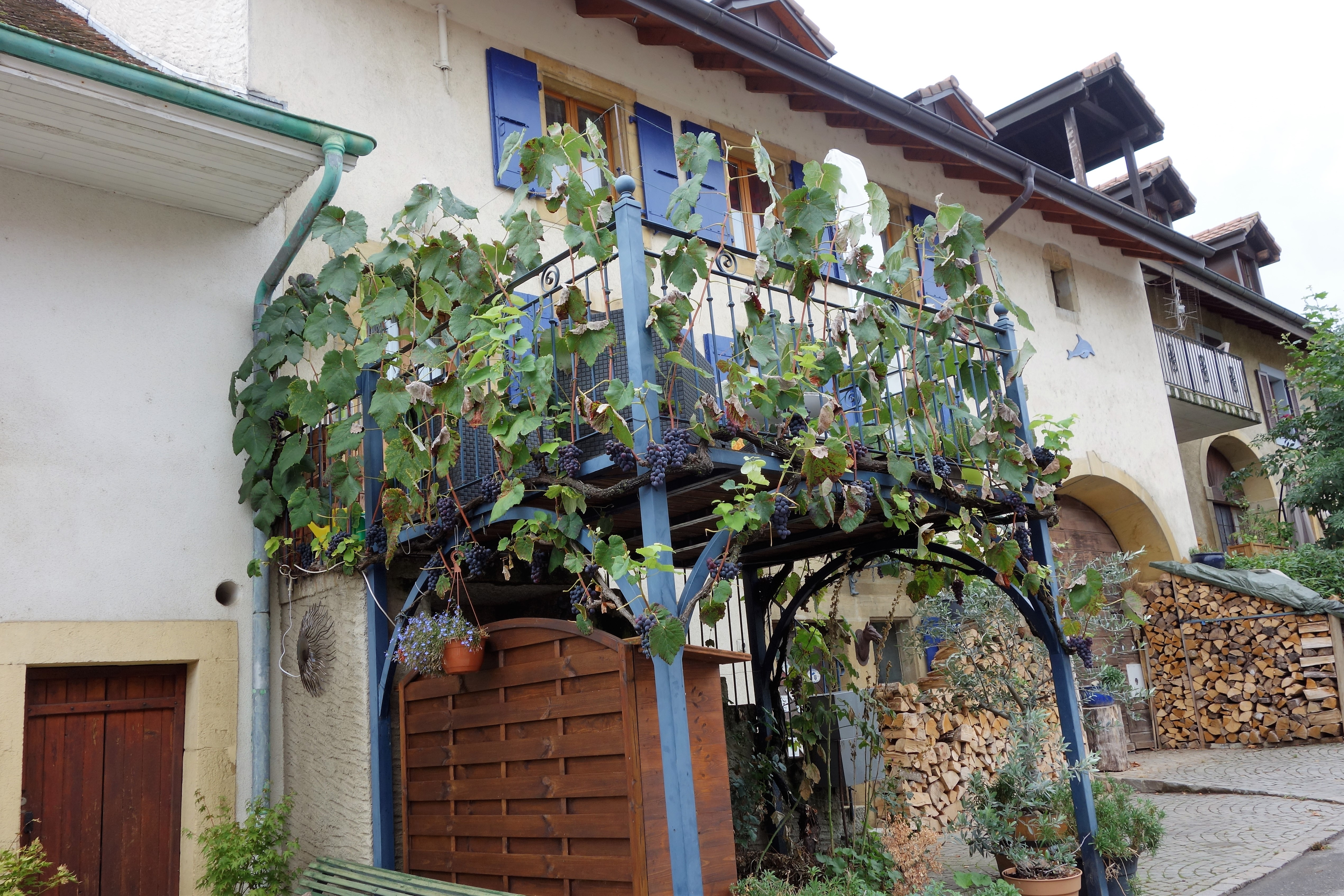
Treille - rue de la Dîme (Lussery)
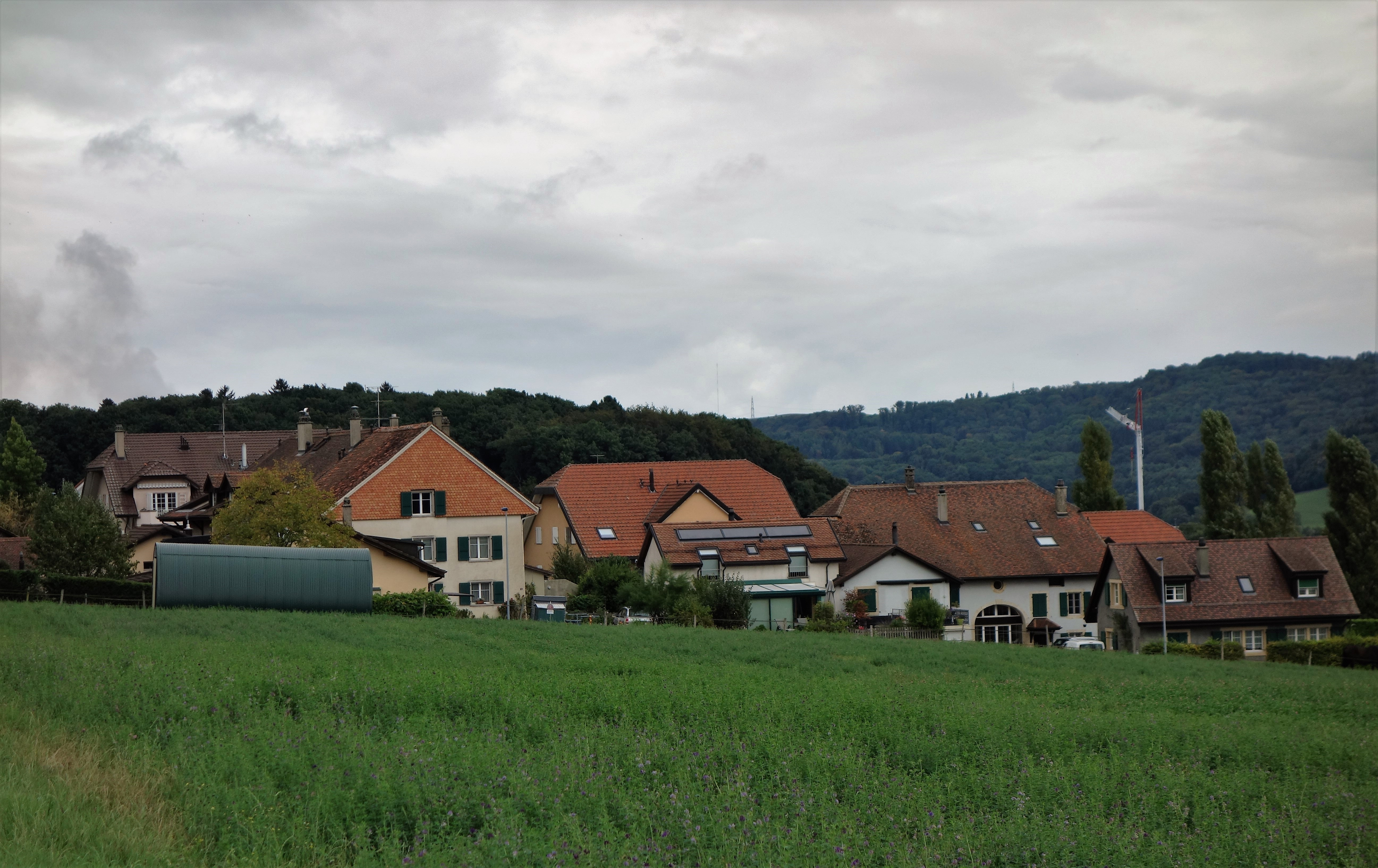
Vue partielle de Villars
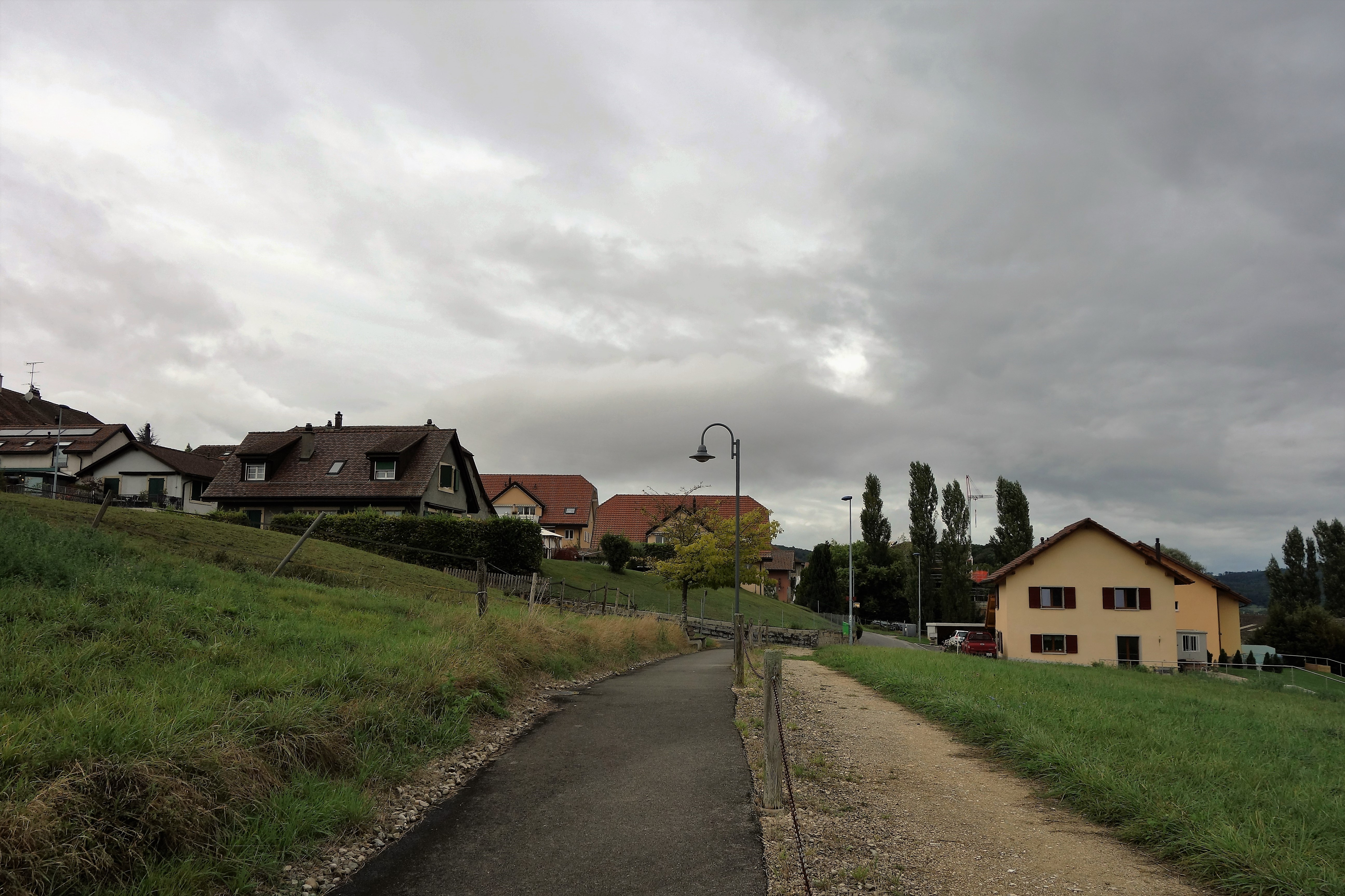
Villars depuis le chemin de la Fusion
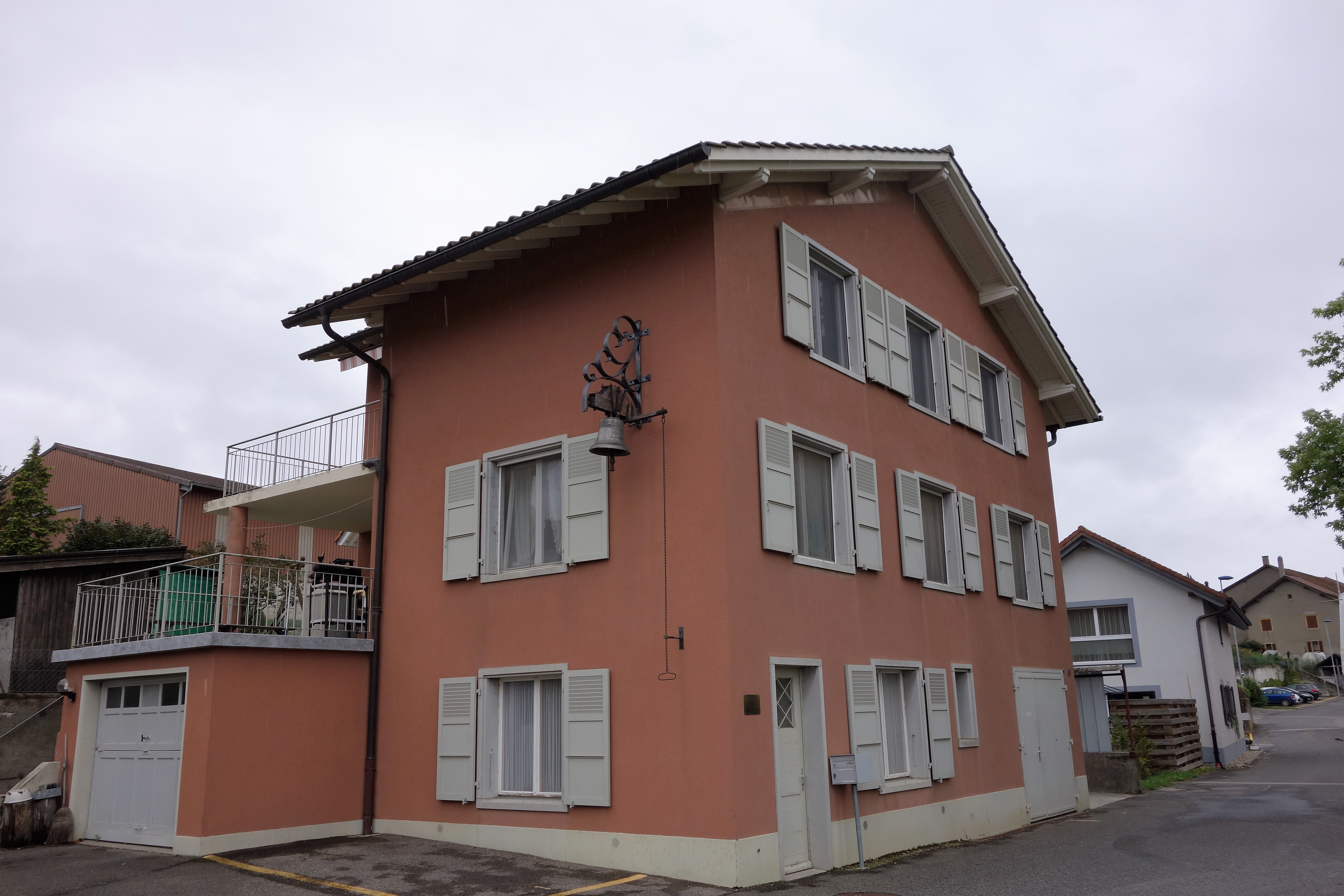
Maison à la cloche (Villars)